# Рио Оупън
Рио Оупън на английски: Rio Open) е професионален турнир по тенис, който се провежда в Рио де Жанейро, Бразилия.
Търнирът е част от ATP Tour и бивш WTA International Tournaments. Играе се на открити клей кортове в Jockey Club Brasileiro в Рио де Жанейро, Бразилия. Това е единственото събитие от ATP Tour 500 в Южна Америка и единственото събитие от ATP Tour в Бразилия (от 2020 г.). 

## История
Има редица предшестващи турнири по тенис проведени в Рио де Жанейро. Рио де Жанейро Интернешънъл е комбиниран турнир за мъже и жени. Играе се на открити клей кортове от 1947 до 1969 г. Последвано е от Рио де Жанейро Оупън със закрити кортове с килим от 1989 г. до 1990 г., и е първата Световна серия на ATP, играна в Бразилия. 
Първото издание през 2014 г. е оглавено от бившия световен номер 1 Рафаел Надал и друг испански тенисист Давид Ферер. И двамата са известни специалисти на клей.
Турнирът за жени е прекратен и заменен от Hungarian Ladies Open след изданието през 2016 г. 
За изданието през 2019 г. има план турнирът да бъде преместен от клей корта в Jockey Club Brasileiro, на откритите твърди кортове в Олимпийския тенис център, който беше домакин на тенис събитията на Летните олимпийски игри през 2016 г., разположени в Barra Olympic Park.  Причината е да се привлекат повече играчи от световна класа в турнира като Новак Джокович, Роджър Федерер и Анди Мъри, които последователно отказват да участват в събитието. Хуан Мартин дел Потро веднъж спомена на директора на Рио Оупън Луиз Карвальо, че ще играе на Рио Оупън, когато настилката се промени. 

## Финали

### Сингъл мъже
| Година | Шампион                                       | Финалист                                      | Резултат                                      |
| ------ | --------------------------------------------- | --------------------------------------------- | --------------------------------------------- |
| 2025   | Себастиан Баес                                | Александър Мюлер                              | 6 – 2, 6 – 3                                  |
| 2024   | Себастиан Баес                                | Мариано Навоне                                | 6 – 2, 6 – 1                                  |
| 2023   | Камерън Нори                                  | Карлос Алкарас                                | 5 – 7, 6 – 4, 7 – 5                           |
| 2022   | Карлос Алкарас                                | Диего Шварцман                                | 6 – 4, 6 – 1                                  |
| 2021   | Турнирът на се провежда (пандемията КОВИД-19) | Турнирът на се провежда (пандемията КОВИД-19) | Турнирът на се провежда (пандемията КОВИД-19) |
| 2020   | Кристиан Гарин                                | Джанлука Магер                                | 7 – 6(7–3), 7 – 5                             |
| 2019   | Ласло Джере                                   | Феликс Оже-Алиасим                            | 6 – 3, 7 – 5                                  |
| 2018   | Диего Шварцман                                | Фернандо Вердаско                             | 6 – 2, 6 – 3                                  |
| 2017   | Доминик Тийм                                  | Пабло Каренио Буста                           | 7 – 5, 6 – 4                                  |
| 2016   | Пабло Куевас                                  | Гидо Пела                                     | 6 – 4, 6 – 7(5–7), 6 – 4                      |
| 2015   | Давид Ферер                                   | Фабио Фонини                                  | 6 – 2, 6 – 3                                  |
| 2014   | Рафаел Надал                                  | Александър Долгополов                         | 6 – 3, 7 – 6(7–3)                             |

### Сингъл жени
| Година | Шампион            | Финалист               | Резултат            |
| ------ | ------------------ | ---------------------- | ------------------- |
| 2016   | Франческа Скиавоне | Шелби Роджърс          | 2 – 6, 6 – 2, 6 – 2 |
| 2015   | Сара Ерани         | Анна Каролина Шмидлова | 7 – 6(7–2), 6 – 1   |
| 2014   | Куруми Нара        | Клара Коукалова        | 6 – 1, 4 – 6, 6 – 1 |